# Paul-Arsène-Gérard Devinck
Paul-Arsène-Gérard Devinck, francoski general, * 1892, † 1960.